# Laurie Anderson
Pour les articles homonymes, voir Laurie Anderson (homonymie) et Anderson.

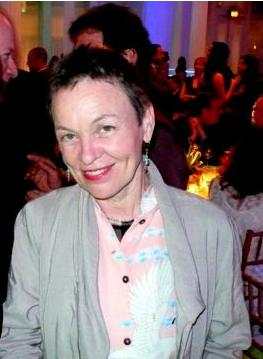
Laurie Anderson lors d'une cérémonie à The Kitchen à New York en 2007

Laurie Anderson, née le 5 juin 1947 à Glenn Ellyn dans l'Illinois, est une artiste expérimentale et musicienne américaine, connue pour ses performances multimédia et une œuvre abondante.

## Biographie
Laurie Anderson est diplômée de Barnard College (1969) et de l'université Columbia (1972) en histoire de l'art et en sculpture. Dès les années 1970, elle réalise des performances à New York, notamment à The Kitchen, dont certaines sont reprises dans des œuvres ultérieures. En 1981, elle enregistre la chanson O Superman (en) de manière confidentielle sur le label One Ten Records. Le disque est apprécié et relayé par John Peel. C'est un succès important, puisque cette composition parvient à la deuxième position des ventes en Angleterre. Ce succès la fait sortir du statut d'artiste d'avant-garde et lui procure un début de notoriété. Peu après, Laurie Anderson signe avec la Warner ; cette chanson est incluse dans son album Big Science ainsi que dans son œuvre maîtresse, United States Part One to Four, performance-fleuve de huit heures qui fait, en 1983, l'objet d'un enregistrement partiel, United States Live Volumes 1 to 4.

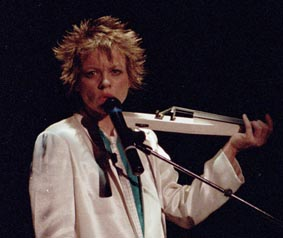
L'artiste en mai 1986, en concert à Nimègue (Pays-Bas).

Par la suite, la carrière de Laurie Anderson se poursuit avec de très nombreuses performances, expositions, disques, collaborations diverses. La liste des artistes avec lesquels elle travaille est importante, incluant : William Burroughs, John Giorno, Arto Lindsay, Ian Ritchie, Peter Gabriel, Perry Hoberman, David Sylvian (ancien chanteur du groupe Japan), Jean-Michel Jarre, Brian Eno, Nona Hendryx, Bobby McFerrin, Dave Stewart, Hector Zazou, Andy Kaufman, Philip Glass, Ryūichi Sakamoto, Lou Reed, Trisha Brown. Ses thèmes de prédilection sont la technique et ses effets sur les relations humaines. 
La musique de Laurie Anderson accompagne plusieurs films de Wim Wenders, dont Les Ailes du désir en 1987, Jusqu'au bout du monde en 1991, Si loin, si proche ! en 1993
En 2001, elle effectue une tournée à travers les États-Unis. La date du concert à New York tombe le 19 septembre 2001, quelques jours seulement après les attentats du 11 septembre 2001. Le concert est maintenu, mais les paroles apocalyptiques de O Superman (« Voici les avions… Ce sont des avions américains… ») y prennent une consonance toute particulière. Le concert est enregistré et le disque, Live in New York sort en 2002. 
En 2003, Laurie Anderson est la première artiste en résidence à la NASA, ce qui se concrétise par la performance The End of the Moon.
Le 12 avril 2008, Laurie Anderson épouse son compagnon de longue date, Lou Reed, ancien meneur du Velvet Underground, au cours d'une cérémonie intime à Boulder, dans le Colorado. Le couple vit à New York jusqu'au décès de Lou Reed en 2013.

## Discographie

### Albums studio
- 1982 - Big Science
- 1984 - Mister Heartbreak
- 1986 - Home of the Brave (A Film By Laurie Anderson) (Bande sonore)
- 1989 - Strange Angels
- 1994 - Bright Red
- 1995 - The Ugly One with the Jewels and Other Stories: A Reading from Stories From the Nerve Bible
- 2001 - Life on a String
- 2010 - Homeland
- 2015 - Heart of a Dog
- 2024 - Amelia

### Albums en public
- 1984 - United States: Live (Concert enregistré au Brooklyn Academy of Music, du 7 au 10 février 1983)
- 2002 - Live at Town Hall New York City September 19-20, 2001

### Compilations
- 2000 - Talk Normal: The Laurie Anderson Anthology

### Collaborations
Avec Kronos Quartet
- 2018 - Landfall

Avec Tenzin Choegyal et Jesse Paris Smith
- 2019 - Songs From The Bardo

Avec Brian Eno et Ebe Oke
- 2020 - Dokument #2

### Autres Collaborations
- 1977 : New Music for Electronic & Recorded Media - Artistes variés - New York Social Life et Time To Go (For Diego).
- 1977 : AIRWAVES (One Ten Records) - Artistes variés - Joue sur 3 pièces.
- 1979 : The Nova Convention - Artistes variés  - Avec Julia Heyward	- Song From America On The Move.
- 1983 : You're a Hook - Artistes variés - Song From America On The Move.
- 1984 ; Zoolook de Jean-Michel Jarre - Chant sur Diva
- 1989 : Les Ailes du désir (1989) (bande originale)
- 1983 : A chance operation - The John Cage tribute - Artistes variés - Cunningham Stories (At The Age Of Twelve...) 8 Mouvements.
- 1986 : So de Peter Gabriel - Chœurs et synthés sur Excellent Birds seulement sur CD et Cassette.
- 2000 : Metamorphoses de Jean-Michel Jarre - Chant sur Je me souviens
- 2015 : Electronica 1: The Time Machine de Jean Michel Jarre - Joue sur Rely on me.

## Performances

### Films
- Dearreader: How to Turn a Book Into a Movie – 1974
- La Main dans l'ombre – 1983
- Home of the Brave – 1986
- What You Mean We? – 1987
- Hotel Deutschland – 1992
- Les Razmoket, le film – 1998 (prête sa voix au personnage)
- Laurie Anderson: On Performance: ART/new york No. 54 – 2001 [4]
- Life on a String – 2002
- Hidden Inside Mountains – 2006
- Heart of a Dog (2015)

### Télévision
- 1984 : The New Show – Invitée musicale
- 1986 : Saturday Night Live – Invitée musicale
- 1987 : Alive from Off Center – Hôte
- 1996 : Space Ghost Coast to Coast – Invitée
- 2010 : The David Letterman Show – Invité

### Livres
- United States (HarperCollins, 1984)  (ISBN 0-06-091110-7)
- Stories from the Nerve Bible: A Twenty-Year Retrospective (HarperCollins, 1994)  (ISBN 0-06-055355-3)
- Dal Vivo (Fondation Prada, 1999)  (ISBN 88-87029-10-5)
- Night Life (Edition 7L, 2007)  (ISBN 3-86521-339-1)
- All the Things I Lost in the Flood (Rizzoli Electa, 2018)  (ISBN 0-84786-055-8)

### Autres
- CD-ROM Puppet Motel (1994)
- Rien dans les poches (Nothing In My Pockets) (2006), un journal intime sonore en 2 parties d'une heure, coproduit et diffusé par France Culture.

## Honneurs
L'astéroïde (270588) Laurieanderson est nommé en son honneur.

## Liens
- Recension exhaustive des œuvres et de la discographie, paroles des chansons
- Étude critique d'une performance de Laurie Anderson : United States Parts I-IV (1983), par Mathias Aucouturier